# Tam-tam (bęben szczelinowy)

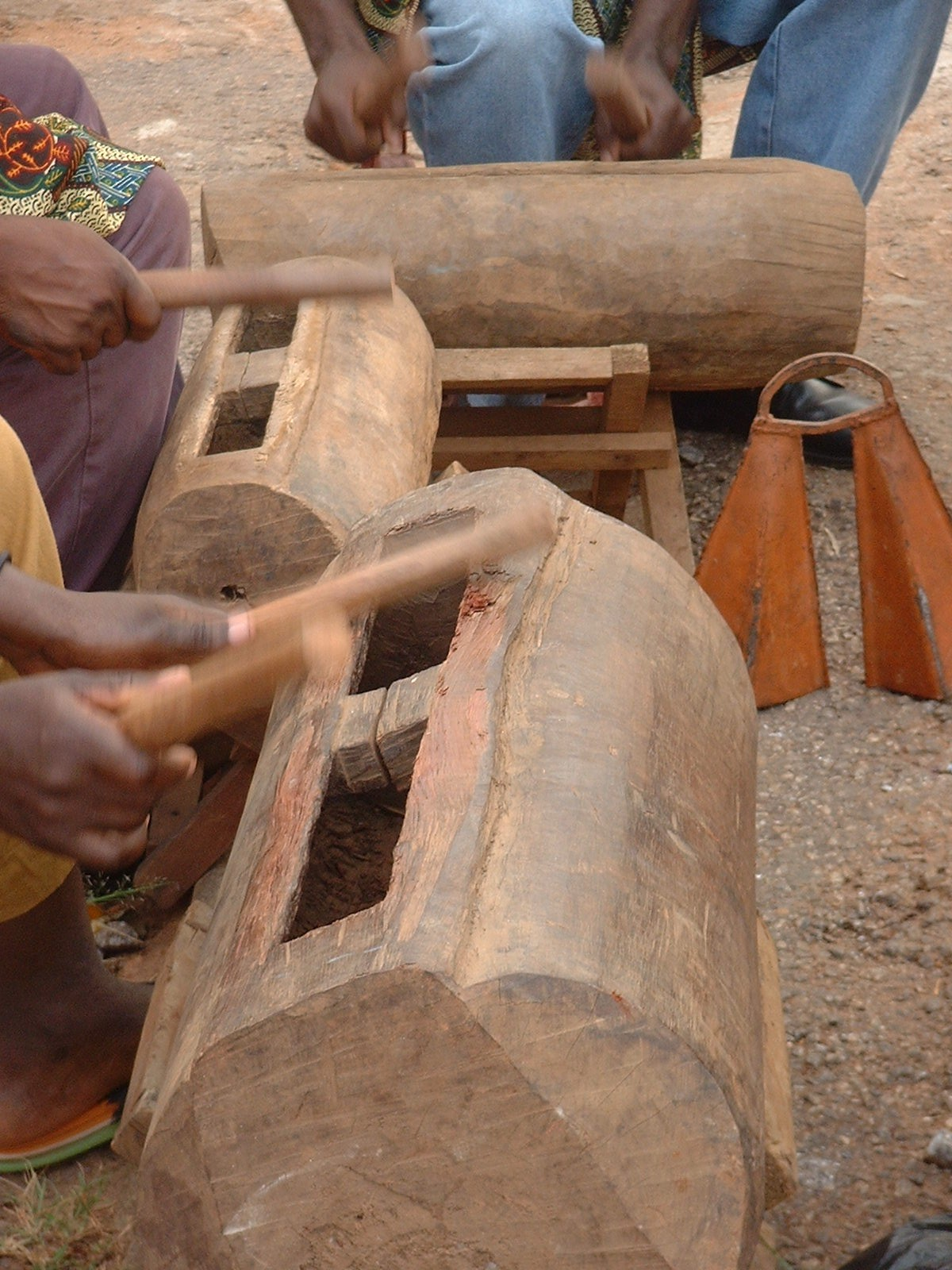
Tam-tamy ludu Bamileke w Kamerunie

Tam-tam – instrument perkusyjny z grupy idiofonów, rodzaj bębna szczelinowego o dużej średnicy i donośnym dźwięku.
Używany w Afryce jako instrument sygnalizacyjny, używany do przekazywania wiadomości na duże odległości.
Korpus instrumentu stanowi wydrążony pień drzewa, wzdłuż którego są wycięte szczeliny. Grający uderza pałkami w różne elementy bębna, powodując powstawanie dźwięków o zmiennej wysokości.
Odbierający wiadomość, pochodzącą z dużej odległości, musi zbliżyć ucho do własnego tam-tama, w którym, na zasadzie rezonansu, słychać dźwięki innych bębnów, niesłyszalne już bez tego, z powodu dystansu i zakłóceń akustycznych. Zasięg przekazu, zależny od warunków, (kierunek wiatru, wilgotność powietrza, przeszkody terenowe, zakłócenia akustyczne, dokładność wykonania instrumentu) i wynosi od kilku do nawet kilkudziesięciu km. Odbiór dalekich wiadomości zależy jednak, w głównej mierze, od dokładności wykonania komory rezonansowej bębna, której rozmiar musi odpowiadać długości fali dźwięku emitowanego przez daleki instrument nadający. Działaniu takiej komunikacji na dalekie dystanse sprzyjają wnętrza dolin, szczególnie rzecznych. Jest ona wciąż stosowana w Afryce, Azji Południowo-Wschodniej i Oceanii.